# William Kirby (entomólogo)
William Kirby (Ipswich, 19 de septiembre de 1759 - Suffolk, 4 de julio de 1850) fue un entomólogo inglés, integrante de la Sociedad Linneana de Londres y miembro de la Royal Society. Es considerado como el padre fundador de la entomología moderna. Su Introducción a la entomología, compuesta de cuatro volúmenes y coescrita con William Spence, fue muy influyente.

## Biografía
William Kirby nació en la localidad de Witnesham, en Ipswich, el 19 de septiembre de 1759. Su tío fue el pintor paisajista Joshua Kirby. Estudió en el Ipswich School y en el Caius College de Cambridge, donde se graduó en 1781. Va prendre les ordres sagrades l'any 1782, Fue ordenado sacerdote en el año 1782, ejerciendo como párroco de la St Mary and St Peter's Church de Barham hasta su muerte. durante la década de 1790, Kirby colaboró en la publicación de panfletos contra Thomas Paine.
Kirby se interesó por el estudio de la historia natural de la mano de Dr. Nicholas Gwynn (un amigo de Boerhaave), quien le presentó al zoólogo Sir James Edward Smith en Ipswich en 1791. Entre sus primeros colegas se encontraban los botánicos y zoólogos Charles Sutton y Thomas Marsham, y más tarde junto a William Jackson Hooker y otros compañeros más se convirtieron en seguidores del parson-naturalismo. Su nombre aparece en la primera lista de los miembros de la Sociedad Linneana de Londres. Su primera publicación fue en 1793, titulada Three New Species of Hirudo (Linn. Trans. II, 316).
La obra principal de Kirby se tituló Monographia Apum Angliae («Monografía sobre las abejas de Inglaterra») y fue publicada en 1802. Su intención era a la vez científica y religiosa: esta obra era la primera publicada en inglés sobre las abejas y generó gran correspondencia científica incluyendo a Alexander Macleay, Johan Christian Fabricius y Adam Afzelius.
Kirby planificó su Introduction to Entomology en 1808. En 1830 se le invitó a colaborar en los Tratados Bridgewater, redactando el séptimo volumen: The Habits and Instincts of Animals with reference to Natural Theology (2 tomos, 1835).
William Kirby, junto a Edward Sabine y J.E. Gray, preparó la parte de historia natural de la expedición del Capitán Parry de 1819-20 para encontrar el Paso del Noroeste.